# Ibraheem Yaqoub Zakzaky
Ibraheem Yaqoub Zakzaky, né le 5 mai 1953, est un chef religieux chiite au Nigeria. Il est le fondateur du Mouvement islamique du Nigeria.

## Biographie
Ibrahim Zakzaky est né le 5 mai 1953 (15 Shaban 1372 AH), à Zaria, Kaduna. De 1971 à 1975, il a étudié à l'école des études arabes (SAS) à Kano. Il obtient ensuite une maîtrise en économie à l’université Ahmadu Bello.

## Activités politiques
Il a commencé ses activités politiques à Université Ahmadu Bello, où il est membre actif de la société des étudiants musulmans (MSS) au campus et au niveau national. Il est initialement proche des Frères musulmans, mais il se convertit au chiisme après la révolution islamique en 1979. Après un voyage en Iran, il œuvre à répandre la pensée de l'ayatollah Khomeini. Il est en 1979 le vice-président chargé des affaires internationales du MSS, organisme national. Inspiré par l'ayatollah Rouhollah Khomeini et la révolution islamique d'Iran, il fonde le Mouvement islamique du Nigeria dans les années 1980.
Il est emprisonné à plusieurs reprises au cours des années 1980. Selon Le Monde : « Ses prêches populistes contre la dictature militaire lui valent des séjours réguliers en prison dès les années 1980, ce qui lui confère une certaine aura. D’autant que sur le bouillonnant marché du religieux, il apporte une nouvelle offre : des bourses d’études à Qom, épicentre iranien de formation théologique et alternative alléchante à Tripoli, Médine, Khartoum, Le Caire et Kampala… D’autres partent étudier dans des instituts privés financés par le régime iranien dans la région, où les cours sont dispensés en arabe et non en persan. Bien que décrié voire méprisé par l’élite sunnite du nord, son mouvement distribue des dons grâce aux aides de son parrain et attire des centaines de milliers puis des millions de fidèles ».
Ibraheem Yaqoub Zakzaky s'en prend régulièrement aux États-Unis et à Israël, mais sa cible prioritaire est l'État central nigérian et les membres de l'élite politique et religieuse du nord du pays.

## Répression et arrestation
Le 25 juillet 2014, l'armée nigériane aurait abattu 35 partisans d'Ibrahim Zakzaky dont ses trois fils après une procession pro-palestinienne à Zaria. La Commission islamique des droits de l'homme au Royaume-Uni a publié en octobre 2014 un rapport sur le massacre de Zaria, pointant du doigt le rôle de l'armée. Le 13 décembre 2015, Ibrahim Zakzaki est blessé puis arrêté par l'armée nigériane et plusieurs centaines de ses partisans sont tués,.
Fin 2016, un tribunal fédéral juge la détention du leader chiite illégale et ordonne sa libération, mais cette décision n'est pas exécutée.
Le 30 octobre 2018, des milliers de partisans du Mouvement islamique du Nigeria manifestent à Abuja pour réclamer la libération d'Ibraheem Yaqoub Zakzaky, mais l'armée ouvre le feu sur la foule, faisant 45 à 49 mort, 120 blessés, et 400 personnes arrêtées,,,
Le 1er août 2021, Ibrahim Zakzaky est inculpé pour « terrorisme et trahison ». C’est ce qu’a annoncé un avocat de l’accusation.